# Bulbophyllum longisepalum
Bulbophyllum longisepalum là một loài phong lan thuộc chi Bulbophyllum.